# Ehud Goldwasser
Ehud (Udi) Goldwasser (Hebreeuws: אהוד (אודי) גולדווסר) (Nahariya, 18 juli 1975 - omstreeks 12 juli 2006) was een Israëlische soldaat die op 12 juli 2006 door Hezbollah-strijders aan de Israëlische grens met Libanon gevangen werd genomen, samen met Eldad Regev. Acht overige Israëlische soldaten kwamen hierbij om. Ten tijde van hun gevangenneming en lang daarna bleef het onduidelijk of de twee nog in leven waren.
Hezbollah zei beiden slechts te willen laten gaan als Libanezen en Palestijnen die in Israël vastzitten, vrij zouden komen.
De ontvoering vormde onder meer de aanleiding tot de Libanees-Israëlische crisis.
Goldwasser was milieu-ingenieur van beroep en diende als reservist. Zijn vader en moeder zijn Shlomo en Mickey Goldwasser. Hij was getrouwd en heeft twee jongere broers. Tijdens zijn tienerjaren woonde het gezin Goldwasser in Zuid-Afrika. Hij studeerde milieutechniek en was later werkzaam bij de Technion, een technische universiteit in Haifa.

## Overdracht lichaam
Op 29 juni 2008 kondigde het Israëlische kabinet aan dat zowel Eldad als Ehud gesneuveld was en dat hun stoffelijke resten binnen enkele dagen geruild zouden worden. Op 16 juli werden de lichamen van de omgekomen militairen aan de Israëlisch-Libanese grens overgedragen. In ruil droeg Israël vijf gevangen Libanezen over, alsmede circa 200 lichamen van bij geweld omgekomen Libanezen en Palestijnen. Over de vrijlating van de gevangenen ontstond controverse, omdat onder hen zich Samir al-Qountar (ook Kuntar) bevond, een man die in 1979 bij een guerrilla-aanval drie Israëlische burgers had gedood, waaronder een kind.